# Diyarbakır
Diyarbakır, còn có tên là Amed trong tiếng Kurd, là một thành phố tự trị (büyük şehir) đồng thời cũng là một tỉnh (il) của Thổ Nhĩ Kỳ. Thành phố ở phía đông Thổ Nhĩ Kỳ, nằm hai bên bờ sông Tigris, với cư dân Người Kurd chiếm đa số.
Các tỉnh tỉnh và thành phố giáp ranh là: Elazığ về phía tây bắc, Malatya và Adıyaman về phía tây, Şanlıurfa về phía tây nam, Mardin về phía nam, Batman về phía đông, Muş về phía đông, và Bingöl về phía đông bắc.
Thành phố có sân bay Diyarbakır.

## Tổng quan

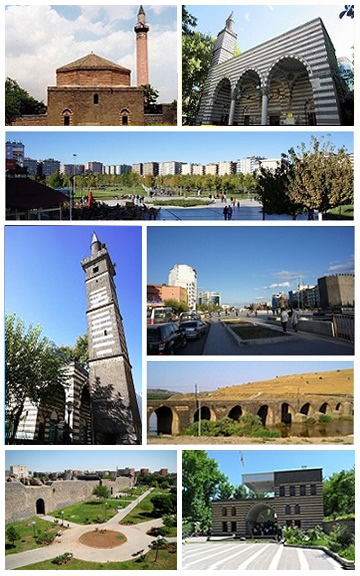
Từ trên bên trái:Nhà thời Hồi giáo Ali Pasha, Từ trên bên phải:Nhà thờ Hồi giáo Nebi, thứ hai:Công viên Seyrangeha, thứ ba bên trái:Nhà thờ Hồi giáo Dört Ayakli Minare, thứ ba trên bên phải: Deriyê Çiyê, thứ ba phía dươi bên phải: On Gözlü Bridge (hay cầu Silvan), trên sông Tigris, dưới bên trái:Tòa thị chính Diyarbakır, phía dưới bên phải: Gazi Köşkü (Veterans Pavilion)

Thành phố Diyarbakır từng là nơi có nhiều nền văn minh và khu vực phụ cận, với nhiều hiện vật và chạm khắc đá Thời kỳ đồ đá giữa được tìm thấy. Thành phố từng dưới quyền cai trị của người Hurria, Hittites, Assyria, Armenians, Persia, Macedonian and Seleucid Greeks, Rome, Parthia, Byzantium, Sassanid Persia, Arabs, đế quốc Seljuk, đế quốc Mông Cổ, triều đại Safavid, đế chế Ottoman (Diyarbekir Eyalet và Diyarbekir Vilayet), và cuối cùng nay là Cộng hòa Thổ Nhĩ Kỳ.
Diyarbakir cũng là một trung tâm văn hóa và kinh tế lớn ở Thổ Nhĩ Kỳ. Đa số dân số tỉnh là người Kurd, và vì thế, thành phố thường bị xem là một đầu mối xung đột giữa chính phủ Thổ Nhĩ Kỳ và dân người Kurd của thành phố này.

## Kinh tế
Trong lịch sử, Diyarbakır sản xuất lúa mì và vừng. Trong những năm cuối thế kỷ 19 và đầu thế kỷ 20, Diyarbakır xuất khẩu nho khô, hạnh nhân, và mơ đến châu Âu. Dê Angora đã được nuôi ở đây, và len và mohair đã được xuất khẩu từ Diyarbakır. Các nhà buôn cũng đến từ Ai Cập, Istanbul, và Syria, mua dê và cừu. Khu vực này cũng sản xuất mật ong, nhưng không quá nhiều xuất khẩu, nhưng được sử dụng bởi người dân địa phương. Khu vực này cũng nuôi tằm.
Trước Chiến tranh thế giới thứ nhất, Diyarbakır có một ngành công nghiệp đồng hoạt động, với sáu mỏ. Ba mỏ đang hoạt động, với hai thuộc sở hữu của người dân địa phương và các phúc thứ ba thuộc sở hữu của chính phủ Thổ Nhĩ Kỳ. Tenorit là loại khoáng sản đồng chính. Nó được khai thác bằng tay bởi người Kurd. Một phần lớn của quặng đã được xuất khẩu sang Anh. Khu vực này cũng được sản xuất sắt, thạch cao, than đá, phấn, vôi, máy bay phản lực, và thạch anh, nhưng chủ yếu để sử dụng trong nước.

## Các huyện
Năm 2012, Thổ Nhĩ Kỳ thông qua luật, công nhận các tỉnh có dân số trên 750.000 người là những đại đô thị, do đó có quyền tự chủ hơn so với cái tỉnh (il) khác. Với luật này, thành phố tỉnh lỵ được tách thành 4 huyện đô thị là Bağlar, Kayapınar, Sur và Yenişehir, cộng với các huyện có sẵn, thành phố được phân thành 17 đơn vị hành chính cấp huyện:

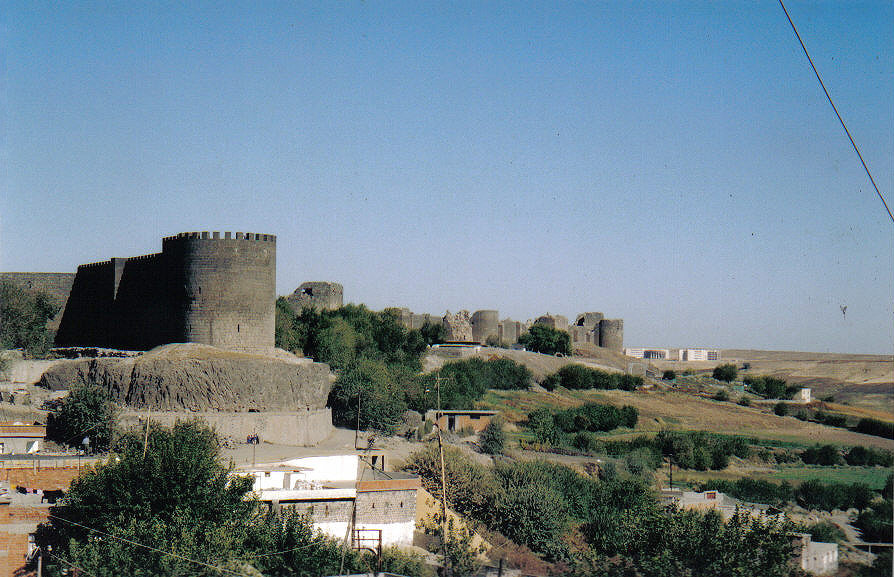

| - Bağlar - Bismil - Çermik - Çınar - Çüngüş - Dicle - Eğil - Ergani - Hani | - Hazro - Kayapınar - Kocaköy - Kulp - Lice - Silvan - Sur - Yenişehir |